# ياسمين تومسون
ياسمين تومسون (بالإنجليزية: Jasmine Ying Thompson) (و. 2000  م) هي كاتبة غنائية، ومغنية، وعازفة بيانو، ويوتيوبية بريطانية، ولدت في لندن، تستخدم آلات بيانو.

## روابط خارجية
- ياسمين تومسون على موقع IMDb (الإنجليزية)
- ياسمين تومسون على موقع ميوزك برينز (الإنجليزية)
- ياسمين تومسون على موقع أول ميوزيك (الإنجليزية)
- ياسمين تومسون على موقع ديسكوغز (الإنجليزية)